# بلدة كاليدونيا (مقاطعة ألكونا)
كاليدونيا، مقاطعة ألكونا (بالإنجليزية: Caledonia Township, Alcona County, Michigan)‏ هي بلدة تقع بولاية ميشيغان في الولايات المتحدة. تبلغ مساحتها 188.4 (كم²)، وترتفع عن سطح البحر 264 م، بلغ عدد سكانها 1161 نسمة في عام تعداد الولايات المتحدة 2010 حسب إحصاء مكتب تعداد الولايات المتحدة وتصل الكثافة السكانية فيها 6.6 نسمة/كم2.

## وصلات خارجية
- www.caledoniatwp.net
- The US50 - Cities and Towns in Michigan State
- Michigan Cities and Towns, Facts, Map, Flag, Colleges, Government, and More